# Анджаны (Калниешская волость)
Анджаны (латыш. Andžāni) — населённый пункт в Краславском крае Латвии. Входит в состав Калниешской волости. По данным на 2021 год, в населённом пункте проживало 24 человека. Рядом с селом находится железнодорожная станция Скайста на железнодорожной линии Даугавпилс — Индра.

## История
В советское время населённый пункт  входил в состав Калниешского сельсовета Краславского района. В селе располагалась центральная усадьба колхоза «Авангардс».